# 99942 أبوفيس

نيزك أبوفيس

99942 أبوفيس Apophis (التعين المؤقت: 2004 MN4) كويكب قريب من الأرض اكتشف عام 2004، يبلغ قطره 370 متر (1210 قدم)، مكون من الحديد ويزن 20 مليون طن، ويتبع مساراً قريباً من مسار الأرض الذي يلتقي به مرتين في دورته التي يعبرها بسرعة 5 كلم/الثانية.
اكتشف النيزك في 19 حزيران عام 2004، بواسطة «روي تاكر» و«فابريزيو» و«برناردي» و«دافيد ثولن» من جامعة هاواي، عبر مرصد كيت بيك في أريزونا. وفي 18 كانون الأول/ديسمبر 2004، أعلن في أستراليا عن دراسة جسم مشبوه من قبل الدكتور غوردون كاراد. وبعد أيام، أعلن معهد «مركز الكواكب الصغيرة» أن هذا الجسم هو ذاته المكتشف في حزيران، وقام الحاسوب الآلي (Sentry) التابع لناسا عندها بحساب المدة الزمنية للارتطام (الأولية).

## خطورته
عند أول مراقبةٍ له، صنف النيزك خطيراً بمعيار 4 على مقياس تورين، وأدت حسابات العلماء إلى توقع اصطدامه بالأرض نهار الجمعة 13 نيسان 2029. إلا أن متابعة دقيقة للموضوع، صححت خطأ العلماء الفلكيين واتفقوا على توقع مروره على مسافة 32 ألف كيلومتر من الأرض.
توصلت ناسا في حزيران 2006 إلى أن عبور النيزك على مسافة 32 ألف كيلومتر عام 2029 ميلادي سيجعله عرضةً لجاذبية الأرض مما سيؤدّي إلى جذب مساره صوبها. واحتمال اصطدامه بالأرض عام 2036 ميلادي بنسبة خطر 1/45,000.

## آثار اصطدامه بكوكب الأرض
إذا ما اصطدم أبوفيس بالأرض، فإن سرعته عند الاصطدام ستبلغ 12 كلم/الثانية ويقدر الفلكيون الطاقة المنبعثة بحالة الاصطدام بحوالي مليون ونصف طن من الـ«تي أن تي». هذه الحادثة تتكرر بمعدل مرة كل 25 ألف عام، وستترك حفرة بقطر 5 كلم، مطلقة قوة تفجيرية تفوق بمئة ألف مرة قوة تفجير هيروشيما.
أما إذا ما اصطدم بالماء، فإن النيزك سيولد تسونامي بعلو 17 متراً وبسرعة 100 كلم/الساعة، واصطدامه باليابسة سيؤدي حتماً إلى دمار على قطر مئات الكيلومترات وملايين القتلى. عدا عن حطامه الذي سيتطاير إلى الطبقات العليا للغلاف الجوي بعد الاصطدام، والذي سيسبب شتاءً عالمياً طويلاً قد يدوم لمدة 3 سنوات بسبب حجب الحطام والغبار لضوء الشمس. ويرى العالم الفلكي الروسي سيرغي سميرنوف أن هذا الجرم الكوني سيمر على ارتفاع بين 30 - 40 ألف كيلومتر عن الأرض، وتكمن الخطورة الرئيسية في أنه عملياً سيمر بسرعة هائلة تصل إلى 30 كيلومتراً في الثانية بين القمر والأرض - حسب روسيا الصباحية - ولا يعرف حالياً كيف تتكون طبيعة التجاذبات بين تلك الأجرام الثلاثة ، ناهيك عن مخاطر أخرى نتيجة تكاثر الأقمار الاصطناعية حول الأرض حتى ذاك التاريخ. ويرجح العلماء الروس أن يكون الارتطام - إن كان سيقع - بزاوية مائلة وليس مباشراً، وفي مثل هذه الحالة سيؤدي الارتطام إلى كوارث إقليمية لا كوارث شاملة، وفي حال مروره بسلام فإن سكان الأرض سيستطيعون مشاهدته بوضوح بالعين المجردة ليلاً.
ويقترح بعض العلماء إرسال «مسبار علمي خاص » إلى سطح هذا الجرم السماوي لدراسة طبيعته ومكنونه ومدى خطورته على الأرض. ويرى الأخصائي الفلكي في معهد الدراسات الكونية الروسي «ألكسند بلغروف» أن إنقاذ الأرض من هذه الكارثة ممكن عن طريق إطلاق صاروخ تكون مهمته جذب جرم صغير مما يدور حول المريخ أو المشتري ودفعه لملاقاة أبوفيس وتدميره قبل وصوله إلى مسافات خطيرة على كوكب الأرض، الأمر الذي يؤيده العلماء الفرنسيون أيضا فيما يرجح البروفيسور الفلكي «بوريس شوستوف» أن مرور أبوفيس قرب الأرض عام 2029 سيكون عادياً لكن الخطر سيزداد عند عودته للاقتراب من الأرض عام 2036 حيث يزداد احتمال ارتطامه بالأرض.

## اقرأ أيضا
- كويكب 2009 JF1
- كويكب OK 2019
- كويكب 2006 QV89

## وصلة خارجية
- 99942 أبوفيس في قاعدة بيانات مختبر الدفع النفاث لأجرام النظام الشمسي الصغيرة

- الاكتشاف · مخطط المدار ·  العناصر المدارية · المعلمات المادية